# Parrot Records
Parrot Records was een Amerikaans platenlabel uit de jaren vijftig, dat zich richtte op jazz, blues, rhythm-and-blues, doo-wop en gospel.
Het label werd in 1952 in Chicago opgericht door diskjockey Al Benson. De eerste plaat was van Willie Mabon, daarna volgden albums van onder meer Herbie Fields, Mabel Scott, Coleman Hawkins, Ahmad Jamal, Albert King, Jimmy Rushing, Lowell Fulson, Snooky Pryor en groepen als de Flamingo's en Marvin & Johnny. Een sublabel van Parrot was Blue Lake Records. Parrot Records ging medio 1956 ten onder door financiële problemen.
Veel plaatopnamen van Parrot werden later door Chess Records opnieuw uitgebracht.